# Bauhinia raddiana
Bauhinia raddiana är en ärtväxtart. Bauhinia raddiana ingår i släktet Bauhinia och familjen ärtväxter.

## Underarter
Arten delas in i följande underarter:
- B. r. brachystachya
- B. r. raddiana